# Red Storm Rising
Red Storm Rising est un jeu vidéo de  simulation de sous-marin conçu par Sid Meier et Arnold Hendrick (en) et publié par MicroProse en 1988 sur Amiga, Atari ST, Commodore 64 et IBM PC. Le jeu s’inspire du roman Tempête rouge de Tom Clancy. Il met le joueur aux commandes d’un sous-marin américain, naviguant dans la mer de Norvège afin d’effectuer différentes missions dans le contexte de conflit global décrit dans le roman,,,,,.